# Резніков Олександр Григорович
Олександр Григорович Резніков (нар. 12 листопада 1939, м. Одеса) — український науковець у галузі фізіології і патофізіології ендокринної системи, доктор медичних наук (1974), професор (1984), заслужений діяч науки і техніки України, член-кореспондент НАН України (1991), академік НАМН України (2011), завідувач відділу ендокринології репродукції та адаптації ДУ «Інститут ендокринології та обміну речовин імені В. П. Комісаренка НАМН України», співголова консультативно-експертної групи Державного експертного центру МОЗ України.

## Біографія
О. Г. Резніков  у 1962 році закінчив з відзнакою лікувальний факультет Одеського медичного інституту імені М. І. Пирогова і протягом наступних трьох років працював завідувачем Сухо-Єланецької сільської дільниці і головним лікарем у Миколаївській області. У 1965 році захистив кандидатську, у 1974 році докторську дисертацію за спеціальністю «патофізіологія». З 1965 року на запрошення академіка В. П. Комісаренка почав працювати у новоствореному Київському НДІ ендокринології та обміну речовин МОЗ УРСР (тепер — ДУ «Інститут ендокринології та обміну речовин імені В. П. Комісаренка НАМН України»), де пройшов шлях від молодшого наукового співробітника до завідувача відділу. Працював професором-дослідником на кафедрах фізіології Техаського університету (Даллас, США, 1990), університетів Західного Онтаріо (Лондон, Канада, 1995) і Торонто (Канада, 1995—1996).

## Наукова діяльність
Основними сферами наукових досліджень О. Г. Резнікова є фізіологія і патофізіологія ендокринної системи, нейроендокринологія репродукції та адаптації, ендокринна фармакологія. Він експериментально обґрунтував і впровадив у медичну практику нові методи лікування раку простати, синдрому склерополікістозних яєчників, жіночої неплідності, гірсутизму. Під його керівництвом або за безпосередньою участю створено декілька лікарських засобів. О. Г.  Резніков є автором теорії гормон-нейромедіаторного імпринтингу мозку, яка стала підґрунтям для нової галузі патофізіології — функціональної нейротератології. Він обґрунтував новий напрям медицини — превентивну нейроендокринологію.Нині продовжує низку досліджень щодо віддалених наслідків впливу стресу та ендокринних дизрапторів на розвиток нейроендокринної системи внутрішньоутробного плоду. Автор понад 600 наукових публікацій (монографії, статті, підручники).

## Науково-організаційна та викладацька діяльність
О. Г. Резніков приділяє багато уваги підготовці кваліфікованих наукових і лікарських кадрів: від читання лекційних курсів лікарям України і студентам Національного університету «Києво-Могилянська академія» до експертної оцінки наукових і дисертаційних робіт. Підготував 8 докторів і 25 кандидатів наук. Обіймав посади заступника голови та члена експертної ради і члена Науково-громадської ради ВАК України, заступника голови Наукової ради з теоретичної та профілактичної медицини НАМН України, виконував обов'язки президента Наукового товариства патофізіологів України. Експерт МОН України і Наукового фонду досліджень, член двох спеціалізованих рад із захисту дисертацій. Засновник і голова семінарів «Молекулярна медицина» НАН України і НАМН України. Протягом багатьох років очолював проблемну комісію «Патологічна фізіологія та імунологія» МОЗ і НАМН України. О. Г. Резніков є членом бюро Відділення біохімії, фізіології та молекулярної біології НАН України, заступником голови Комітету з питань біоетики при Президії НАН України. Редактор-консультант Американського біографічного інституту.

## Державні нагороди
- Орден «За заслуги» III ступеня (2018).
- Державна премія УРСР в галузі науки і техніки (1976).
- Заслужений діяч науки і техніки України (1999).
- Почесна грамота Кабінету Міністрів України (2009).

## Наукові відзнаки
- Премія Кабінету Міністрів України за розроблення і впровадження інноваційних технологій (2024).
- Почесний знак НАН України «За наукові досягнення» (2009).
- Премія імені академіка О. О. Богомольця АН УРСР (1983).
- Премія імені академіка В. П. Комісаренка НАН України (2013).
- Академічні премії з теоретичної медицини АМН (1996) і НАМН України (2013).
- Почесна грамота Президії НАН України (2005).
- Почесні грамоти АМН (2003) і НАМН України (2014, 2015).
- Медаль АМН України (2009).
- Почесна грамота МОЗ України (2002).

## Почесні звання
- Почесний член Міжнародного товариства нейроендокринологів (1999)
- Почесний професор ДУ «Інститут проблем ендокринної патології імені В. Я. Данилевського» НАМН України (2019)
- Почесний професор ДУ «Інститут мікробіології та імунології імені І. І. Мечнікова» НАМН України (2012)

## Вибрані монографії
- Комиссаренко В. П., Резников А. Г. Ингибиторы функции коры надпочечных желез. — Киев: Наукова думка, 1972.
- Резников А. Г. Половые гормоны и дифференциация мозга. — Киев: Наукова думка, 1982.
- Резников А. Г., Варга С. В. Антиандрогены. — М.: Медицина, 1988.
- Reznikov A. G. Hormone-Neurotransmitter Imprinting in the Neuroendocrine Control of Reproduction. — NY: Harwood Academic Publishers, 1994.
- Vozianov A., Reznikov A., Klimenko I. Androgen Deprivation Strategy in Prostate Cancer. — Kyiv: Naukova Dumka; Ternopil: Ukrmedknyga, 2001.
- Барабой В. А., Резніков О. Г. Фізіологія, біохімія і психологія стресу. — Київ: Інтерсервіс, 2013.
- Резніков О. Г. Перинатальне програмування розладів ендокринних функцій і поведінки. — Київ: Наукова думка, 2019.